# Шкондина, Алла Вячеславовна
Шкондина Алла Вячеславовна (род. 1955, Кривой Рог, Днепропетровская область) — советская и украинская театральная актриса и режиссёр-постановщик. Народная артистка Украины (2005).

## Биография
Родилась 1955 году в городе Кривой Рог Днепропетровской области.
В 1973 году окончила среднюю школу № 102 в Кривом Роге.
В 1977 году окончила Днепропетровское театральное училище.
Член Украинского театрального общества с 1979 года.
В 1983 году приглашена в труппу Львовского областного государственного украинского музыкально-драматического театра имени Я. Галана (Дрогобыч).
Муж, Гнатенко Николай Григорьевич — театральный режиссёр.

## Творческая деятельность
На театральной сцене сыграла партии и роли:
- Мария — «Слёзы Божьей Матери» У. Самчука;
- Гертруда — «Мачеха» О. Бальзака;
- Мария — «Еврейка-выкрестка» И. Тогобочного;
- Люси Краун — «Люси Краун» И. Шоу;
- Лаура — «Фатальная ночь» Р. Тома;
- Анна — «Украденное счастье» И. Франко;
- Ханума — «Ханума» А. Цагарели;
- Инна — «Призрачное счастье (Закон)» В. Винниченко;
- Ольга Хоружинская — «Тайна бытия» Т. Иващенко;
- Голда — «Тевье-Тевель» Шолом-Алейхема;
- Василина — «И смех, и грех» М. Лысака;
- Татьяна Ивановна — «Прерванный полёт» Б. Мельничука, Л. Костишина.

## Награды
- Заслуженная артистка Украинской ССР (1989);
- Народная артистка Украины (2005)[2];
- Премия имени М. Заньковецкой Национального союза театральных деятелей Украины (2011);
- Областная премия имени Бориса Романицкого (2012).